# Gozdno (Basse-Silésie)
Pour les articles homonymes, voir Gozdno.
Gozdno est une localité polonaise de la gmina de Świerzawa, située dans le powiat de Złotoryja en voïvodie de Basse-Silésie.